# Liste der Baudenkmäler in Breitenthal (Schwaben)
Auf dieser Seite sind die Baudenkmäler in der schwäbischen Gemeinde Breitenthal zusammengestellt. Diese Tabelle ist eine Teilliste der Liste der Baudenkmäler in Bayern. Grundlage ist die Bayerische Denkmalliste, die auf Basis des Bayerischen Denkmalschutzgesetzes vom 1. Oktober 1973 erstmals erstellt wurde und seither durch das Bayerische Landesamt für Denkmalpflege geführt wird. Die folgenden Angaben ersetzen nicht die rechtsverbindliche Auskunft der Denkmalschutzbehörde.

## Baudenkmäler nach Ortsteilen

### Breitenthal
| Lage                                                                               | Objekt                                                                     | Beschreibung | Akten-Nr.             | Bild           |
| ---------------------------------------------------------------------------------- | -------------------------------------------------------------------------- | --- | --------------------- | -------------- |
| Am Kirchplatz (Standort)                                                           | Katholische Pfarrkirche Heilig Kreuz                                       | Stattliche frühklassizistische Saalanlage, 1785 ff. nach Plänen von Joseph Dossenberger d. J., Spitzhelm des Turms 1863; mit Ausstattung; mit Friedhofsummauerung, 17./18. Jahrhundert                                                                                            | D-7-74-117-1 Wikidata | weitere Bilder |
| Kapellenweg (Standort)                                                             | Kapelle St. Urban                                                          | Einfacher Satteldachbau mit Polygonalschluss, urspr. 1767, 1955 an verändertem Standort neu errichtet; mit Ausstattung aus dem Vorgängerbau. | D-7-74-117-2 Wikidata | weitere Bilder |
| Neue Straße (bei der Einmündung der Vorderen Dorfstraße, beim Forstamt) (Standort) | Steinkreuz                                                                 | Steinkreuz, bez.1608. nicht nachqualifiziert, im Bayerischen Denkmal-Atlas nicht kartiert | D-7-74-117-8 Wikidata | Steinkreuz     |
| Neue Straße 1 a (Standort)                                                         | Pfarrhaus                                                                  | Zweigeschossiger Massivbau mit hohem Walmdach, 1770. | D-7-74-117-4 Wikidata | weitere Bilder |
| Waldhausen 1 (Standort)                                                            | Waldhauser- oder Glaserhof, ehemaliger Gutshof des Reichsstifts Roggenburg | Dreiflügelanlage, 1746 bis 1748, zweigeschossiger Nordflügel, Massivbau mit Satteldach, Kopfbau als Wohnhaus mit Lisenengliederung und Walmdach, Türmchen, 1856; zwei langgestreckte Stall- und Scheunenbauten, im Kern 1746 bis 1748; gleichzeitige Hofmauer mit rundem Eckturm. | D-7-74-117-6          | weitere Bilder |

### Nattenhausen
| Lage                                      | Objekt                                 | Beschreibung | Akten-Nr.              | Bild           |
| ----------------------------------------- | -------------------------------------- | --- | ---------------------- | -------------- |
| Oberdorfer Straße (Standort)              | Katholische Votivkapelle               | Kleiner Massivbau mit eingezogener Halbrundapsis in neubarocken Formen, um 1900                                                                       | D-7-74-117-10 Wikidata | weitere Bilder |
| Schloßberg (auf dem Burgstall) (Standort) | Kriegergedächtniskapelle               | kleiner offener Rechteckbau mit polygonalem Schluss, nach 1918 als Kriegergedächtniskapelle errichtet                                                 | D-7-74-117-11 Wikidata | weitere Bilder |
| Unterdorfer Straße 15 (Standort)          | Katholische Pfarrkirche St. Laurentius | Frühbarocker Saalbau mit eingezogenem Chor mit Dreiseitschluss, Architekturgliederung mit Pilastern, 1674, Turm Ende 15. Jahrhundert; mit Ausstattung | D-7-74-117-9 Wikidata  | weitere Bilder |

### Oberried
| Lage                             | Objekt                   | Beschreibung | Akten-Nr.              | Bild           |
| -------------------------------- | ------------------------ | --- | ---------------------- | -------------- |
| Tafertshofer Straße 8 (Standort) | Kapelle Sankt Franziskus | Rechteckbau mit eingezogen halbrunder Apsis und hohem Dachreiter, im Kern 1769, 1866 neugotisch überformt; mit Ausstattung | D-7-74-117-14 Wikidata | weitere Bilder |

## Ehemalige Baudenkmäler
In diesem Abschnitt sind Objekte aufgeführt, die früher einmal in der Denkmalliste eingetragen waren, jetzt aber nicht mehr. Objekte, die in anderem Zusammenhang also z. B. als Teil eines Baudenkmals weiter eingetragen sind, sollen hier nicht aufgeführt werden. Aktennummern in diesem Abschnitt sind ehemalige, jetzt nicht mehr gültige Aktennummern.

| Lage                                         | Objekt     | Beschreibung                                                                                         | Akten-Nr.              | Bild       |
| -------------------------------------------- | ---------- | --- | ---------------------- | ---------- |
| Nattenhausen Oberdorfer Straße 12 (Standort) | Bauernhaus | Zweigeschossiger Wohnstallbau mit Satteldach, im Kern 18. Jahrhundert, im 19. Jahrhundert verändert. | D-7-74-117-12 Wikidata | Bauernhaus |